# Інгода (річка)
Інгода́ (рос. Ингода́; монг. Ингэдэй, Ingedei; бур. Ангида, Angida) — річка у Забайкальському краї Росії. Довжина 708 км, площа басейну 37,2 тис. км². 

## Географія
У верхній течії протікає біля підніжжя хребта Хентей. 

Зливається з Ононом утворює річку Шилку.  
Замерзає на початку листопаду та розкривається у квітні. 
Місто Чита розташовано у місці злиття Інгоди і Читінки. 

Основна частина Транссибірської магістралі пролягає вздовж долини Інгоди. 
Назва походить від евенкійського слова інгакта, що означає «річка з гальковими і піщаними берегами». 

Озеро Кенон, розташоване на західній околиці Чити, є частиною басейну річки Інгода.